# José María Bocanegra
José María Bocanegra (phát âm tiếng Tây Ban Nha: [xosemaɾia bokaneɣɾa], 25 tháng 5 năm 1787 - 23 tháng 7 năm 1862) là một luật sư và chính trị gia người Mê-hi-cô, người đã tạm thời tạm thời giữ chức vụ tổng thống México vào năm 1829.

## Tiểu sử
Bocanegra tốt nghiệp Colegio de San Ildefonso ở thành phố Mexico và trở thành một luật sư. Trong thời kỳ thuộc địa, ông là luật sư của Audiencia và là thành viên của Đại học Luật sư. Ông là phó chủ tịch của Ủy ban Từ thiện của Hospice vì người nghèo. Ông đã trở thành Phó Đại hội Hiến pháp khóa đầu tiên của Mexico vào năm 1824. Bocanegra đã được bầu vào Hạ viện năm 1827, và vào ngày 26 tháng 1 năm 1829, Tổng thống Guadalupe Victoria đã phong ông làm Bộ trưởng Ngoại giao và Quan hệ Đối ngoại. Ông tiếp tục giữ vị trí này cho đến khi được thay thế bởi Vicente Guerrero vào ngày 1 tháng 4 năm 1829.